# فینکن
فینکن (به آلمانی: Fincken) یک شهر در آلمان است که در Mecklenburgische Seenplatte District واقع شده‌است. فینکن  ۵۹۰ نفر جمعیت دارد. 